# Igralni pripomoček
Igralni pripomočki so vhodno-izhodne enote, namenjene igranju videoiger na igralnih konzolah ali računalnikih. Večinoma je videoigre možno igrati s klasičnimi vhodno-izhodnimi komponentami, kot so tipkovnica, miška, zvočniki in monitor, obstajajo pa tudi bolj specializirani pripomočki.

## Tipkovnica
Tipkovnica je element računalnika, ki omogoča pisanje in izbiro različnih ukazov v igrah. Posebej pomembne so štiri tipke s puščicami, saj je smer premikanja eden najosnovnejših ukazov v igrah.

## Miška
Izbira miške je odvisna od posameznika, vendar so za igranje iger primernejše laserske, saj so odzivnejše. Obstajajo t. i. »tekmovalne miške«, ki so specializirane za igranje iger, saj imajo mnogo večjo ločljivost zaznavanja premikanja in ergonomske rešitve za udobnejše igranje, posebna pozornost pa je posvečena tudi hitrosti prenosa podatkov. Zgled je serija mišk Fatal1ty proizvajalca Creative Labs. Pri zahtevnejšem igranju je pomembna tudi podloga za miško, ki zagotavlja dober odboj laserskega žarka in ustrezno trenje.

## Zvočniki ali slušalke in mikrofon
Zvok je pomemben element videoiger in pri igrah, ki zahtevajo hitre reakcije igralca na dogajanje, so kvalitetni zvočniki pomemben pripomoček. Zvočna podlaga prav tako veliko pripomore k vzdušju v igrah.
Obstajajo tudi igre, ki jih lahko upravljamo z glasom, na primer Hey You in Pikachu!, vendar je tehnologija glasovnega upravljanja v igrah še v povojih. Bolj razširjena je uporaba mikrofona za komunikacijo med igralci v večigralskem načinu.

## Igralna palica
Igralna palica (angleško Joystick) je vzvod, ki ga držimo z roko in računalniku posreduje zahtevano smer in velikost odmika. Uporaben je za nadzor premikanja kazalca na zaslonu, v glavnem pa je namenjen za hitro in direktno krmiljenje likov in simbolov v igrah. Za razliko od miške, ki se lahko premika v poljubno smer, se enostavne igralne palice lahko premikajo le v osmih fiksnih smereh. Igralna palica se največkrat uporablja pri stimulacijah letenja, saj je po obliki in funkciji identičen krmilni palici v letalih.

## Igralni volan
Igralni volan je naprava katero lahko uporabljamo v različnih dirkalnih simulacijah in igrah. V kombinaciji z volanom se uporabljajo še pedala za plin, zavoro in sklopko ter menjalnik za izbiro prestave. Analogni volan in pedala omogočajo uporabniku, da lahko precizno nadzira kot zavijanja in kontrolo pedal, da ta lahko natančno krmili simulirano vozilo, za razliko od digitalne kontrole, kot je tipkovnica. Nekateri volani so opremljeni z motorji, ki uporabniku pošiljajo fizične informacije iz dirkalnih simulacij ali iger v obliki tresljajev.

## Igralni pedali
Lahko se uporabljajo tako za stimulacije vožnje, kot tudi za stimulacije letenja. Pedali se ne razlikujejo veliko od tistih v avtomobilu, le da so po navadi nekoliko manjši (odvisno od modela)
.

## Igralni plošček
Igralni plošček je v osnovi ploščica z gumbi, ki jo igralec drži z obema rokama. Na desni so po navadi akcijski gumbi, na levi pa smerni gumbi. Zahtevnejši modeli imajo bolj ergonomsko obliko in dodatne gumbe na različnih mestih, nekateri pa tudi detektorje nagiba, motorčke za tresenje ipd. Večinoma so se ploščki napajali z energijo prek kabla v računalnik ali konzolo, v bližnji preteklosti pa so se na tržišču pojavili tudi brezžični ploščki, ki se napajajo iz baterij.
Igralni plošček je najosnovnejši tip vhodne naprave za igralne konzole, manj razširjena pa je njegova uporaba za igranje računalniških iger.

## Manj razširjeni pripomočki
Za igranje določenih tipov iger so razviti še bolj specializirani pripomočki, ki pa so mnogo manj razširjeni, saj so združljivi le z ozkim naborom iger in konfiguracij preostale strojne opreme.
- Zaslon na dotik je vhodna naprava, ki omogoča usmerjanje likov v igrah z dotikanjem zaslona. Prvotno so ga uporabljali samo za Nintendovo konzolo Tiger Game, Nintendo pa je nato ta pripomoček priredil tudi za druge sisteme.
- Računalniška pištola se uporablja za streljanje tarč v igri. V sebi ima senzorje gibanja, ki zaznavajo smer, in sprožilec. Za igranje računalniških iger ni uveljavljena, pogostejša je kot vhodna naprava igralnih avtomatov v igralnicah.
- Podlaga za plesanje (angleško dance mat oz. dance pad) je plastična podlaga občutljiva na pritisk, uporabna v plesnih igrah (arkadni ples), kjer se mora igralec z nogami dotikati določenega dela površine v skladu z navodili na zaslonu.
- Prva računalniška ribiška palica se je pojavila za konzolo Sega Dreamcast, nato pa se je uporaba bolj razširila. Kot pove ime, se uporablja za računalniške simulacije ribarjenja.
- Optično iskalo gibanja zaznava premike igralčeve glave in sporoča računalniku, v katero smer naj premakne sliko na zaslonu. Omogoča nam, da sliko lažje vidimo in zato ne potrebujemo rok in to veliko poveča efektivnost.
- Laser za igranje: podjetje Lightico je razvilo laser, ki deluje kot tipka ali struna. Igralec z rokami prekinja žarke, elektronika v napravi pa zazna motnjo in jo pretvori v ton. Na ta pripomoček je možno igrati kot na klavir, godalo ali brenkalo.
- Pripomočki za slepe: pripomoček, ki slepim igralcem »prebere« sliko, omogoča igranje preprostih iger.